# Gendernauts – eine Reise durch das Land der Neuen Geschlechter
Gendernauts – eine Reise durch das Land der Neuen Geschlechter ist ein deutscher Dokumentarfilm der Hamburger Regisseurin Monika Treut aus dem Jahr 1999 über die Transgender-Szene in San Francisco.

## Handlung
Der Film porträtiert verschiedene avantgardistische künstlerisch tätige Personen in San Francisco, die sich als genderqueer (nichtbinär) dem Schema der binären Geschlechtsidentitäten entziehen. Diese „Gendernauts“, deutsch „Gendernauten“ (in Anlehnung an Astronaut) reisen durch die Welt der Geschlechter (Gender) und der Sexualität, ohne sich selbst geschlechtsspezifisch einordnen zu können und zu wollen. Neben Interviews mit den Protagonisten selbst und mit den Unterstützern der Transgenderszene, wie unter anderem die als Pornostar und Performancekünstlerin bekannte Annie Sprinkle, zeigt der Film auch den Alltag der Hauptfiguren und ihre künstlerische Arbeit.

## Hintergründe
Der Film zeigt das erste Gruppenporträt nichtbinärer Menschen sowie das Tom Waddell Health Center, eine Transgender-Klinik in San Francisco. Die Dreharbeiten für den Film fanden im Frühjahr 1998 in San Francisco statt. Monika Treut produzierte den Film selbst mit ihrer Produktionsfirma Hyena Films in Koproduktion mit dem WDR, arte und der Hamburger Filmförderung. Die Kinopremiere war am 11. März, die TV-Erstausstrahlung am 23. August 2000 auf arte.

## Rezeption
Noemi Yoko Molitor sieht in ihrer Filmkritik im Jahr 2024 die revolutionäre Perspektive, die Monika Traut 1999 in ihrem Film Gendernauts einnimmt. Die ist mal reflexiv und lustig, mal eigenbrötlerisch und ein wenig peinlich. Denn Treut verzichtet darin weitgehend auf das Sprechen über trans* und inter* Menschen. Stattdessen hören wir deren eigene Stimmen, Perspektiven und scharfen Analyse der Verhältnisse.
Zur Premiere im Jahr 1999 schreibt Tobias Nagl in der TAZ, dass Gendernauts Grenzgängerinnen der Geschlechteridentität präsentiert, die Namen haben, wie Namen wie Texas Tomboy, Jordy Jones, oder Tornado. Sie surfen auf dem großen ‚Ozean des Begehrens‘, von dem schon Freud wusste, dass er in seinen Untiefen ganz und gar polymorph-pervers strukturiert sein muss. Manche von ihnen sieht er als „klassische“ Transsexuelle, von anderen meint er zu verstehen, dass sie sich gerade in den Zwischenräumen des Unentschiedenen wohlfühlen.

## Auszeichnungen
Internationale Filmfestspiele Berlin 1999
London Lesbian and Gay Film Festival 1999
- Teddy Award, Spezialpreis der Teddy-Jury, Berlinale 1999
- Publikumspreise auf dem Torino International Gay and Lesbian Film Festival 1999
- Publikumspreis auf dem São Paulo Filmfestival 1999.